# William Elliot
William Elliot (12 mars 1766 - 26 octobre 1818) est un homme politique irlandais qui siège à la Chambre des communes irlandaise avant son abolition. Après l'acte d'Union, il siège à la Chambre des communes du Royaume-Uni en tant que whig .

## Biographie
Il est élu à la Chambre des communes irlandaise en 1796 en tant que député de St Canice. Aux élections de 1798, il est réélu à la fois pour le district de Carlow et pour St Canice, mais choisit de continuer à siéger pour St Canice. Il occupe ce siège jusqu'à ce que le Parlement d'Irlande soit aboli à la fin de 1800 par la loi de l'Union, et il n'a pas de siège dans le nouveau Parlement du Royaume-Uni.
Cependant, il est élu député de Portarlington lors d'une élection partielle  sans opposition en mars 1801 et occupe ce siège jusqu'à l'élection générale de 1802, date à laquelle il est réélu à la Chambre des communes du Royaume-Uni pour la première fois dans la circonscription anglaise de Peterborough . Il occupe ce siège jusqu'à sa mort en octobre 1818 âge de 52 ans.
Il est nommé conseiller privé en mars 1806 au château de Dublin et nommé le 28 mars comme Secrétaire en chef pour l'Irlande dans le Ministère de tous les talents. Il occupe ce poste jusqu'en 1807.